# Électron libre (émission de radio)
Électron libre est une émission hebdomadaire diffusée sur France Inter et présentée par Didier Varrod. Diffusée dans la nuit du dimanche à lundi, de minuit à 01h du matin, elle est consacrée avant tout aux musiques dites "électroniques", mais n'exclut pas la musique pop ou rock. Elle a été créée en 2003.

L'émission n'est pas reprogrammée pour la rentrée 2011-2012. La dernière émission a eu lieu en direct, au Point Éphémère avec un DJ set d'Arnaud Rebotini.

## Présentation
Chaque émission débute par un mix libre qui est une composition de morceaux électroniques choisis pendant un mois.
Les émissions sont consacrées à différents thèmes :
- l'invité électro : l'émission est alors consacrée à un artiste de musique électronique,
- l'invité pop : l'émission est consacrée à un artiste de musique pop ou même de chanson française,
- les chroniqueurs : Didier Varrod reçoit plusieurs journalistes musicaux de la presse écrite qui font part de leurs "coups de cœur",
- le DJ set : pendant toute la durée de l'émission est diffusé un mix d'un DJ.

Les chroniqueurs les plus souvent invités sont : Odile de Plas du Monde, Alexis Bernier de Tsugi et Pascal Bertin, ancien journaliste aux Inrocks.
Didier Varrod est également producteur de l'émission. Elle est réalisée par Antoine Dabrowski.